# Corrent neutre amb canvi de sabor
En física de partícules, els corrents neutres amb canvi sabor ("flavour-changing neutral currents" en anglès, o FCNC) són interaccions hipotètiques que canvien el sabor d'un fermió sense alterar la seva càrrega elèctrica.

Un exemple d'un procés de corrent neutre hipotètic (és a dir, encara no observat) que canvia el sabor al model estàndard supersimètric mínim. Un quark estrany emet un bino, convertint-se en un squark de tipus sdown, que després emet un bosó Z i reabsorbeix el bino, convertint-se en un quark down. Si les masses de squark MSSM violen el sabor, es pot produir aquest procés.

## Detalls
En el model estàndard es poden produir corrents neutres que canvien el sabor més enllà del nivell de l'arbre, per exemple via l'intercanvi de dos bosons W, però són altament suprimits pel mecanisme GIM. Si es produeixen a la natura, aquests processos poden induir fenòmens que encara no s'han observat experimentalment. Diversos experiments cerquen evidències de FCNC.
Els FCNC són predits genèricament per teories que intenten anar més enllà del model estàndard, com ara els models de supersimetria o technicolor. La supressió d'aquest tipus de processos és necessària per tal de restar en acord amb les observacions, fet que fa que les FCNC siguin importants limitacions per a la construcció de nous models.

## Exemple
Considereu un model de joguina en què un nou bosó S no descobert pot acoblar-se tant a l'electró com al tau mitjançant el terme {\displaystyle S{\bar {\psi }}_{e}\psi _{\tau }}. Atès que l'electró i el tau tenen càrregues iguals, la càrrega elèctrica de S ha de desaparèixer clarament per respectar la conservació de la càrrega elèctrica. Un diagrama de Feynman amb S com a partícula intermèdia és capaç de convertir un tau en un electró (a més d'alguns productes de desintegració neutre de S).
L'experiment MEG a l'Institut Paul Scherrer, prop de Zúric, buscarà un procés similar, en el qual un antimuó es desintegra en un fotó i un antielectró (un positró). En el model estàndard, aquest procés només es realitza mitjançant l'emissió i la reabsorció d'una càrrega W+, que canvia el μ+ en un neutrí en emissió i després en un positró en reabsorció, i finalment emet un fotó que s'emporta qualsevol diferència d'energia, spin i moment.
En la majoria dels casos d'interès, el bosó implicat no és un bosó S nou sinó el bosó Z convencional. Això pot passar si l'acoblament a corrents neutres febles és (lleugerament) no universal. L'acoblament universal dominant al bosó Z no canvia el sabor, però contribucions no universals subdominants sí que ho fan.
FCNCs que involucren els bosons Z per als quarks de tipus avall amb zero transferència de moment solen ser parametritzats pel terme d'acció efectiva
{\displaystyle {\frac {g}{2\cos \theta _{\text{W}}}}{\overline {d}}_{L\alpha }U_{\alpha \beta }\gamma ^{\mu }d_{L\beta }Z_{\mu }}
Aquest exemple particular de FCNC s'estudia sovint perquè existeixen certes limitacions importants que provenen de la desintegració de mesons B0 a Belle i BaBar. Els termes de la matriu U fora de la diagonal parametritzen els FCNC i les mesures actuals les restringeixen a ser inferiors a una part en mil per a la component |Ubs |. La contribució que prové de les correccions del model estàndard d'un bucle és realment dominant, però els experiments són prou precisos per a mesurar lleus desviacions de la predicció del model estàndard.
Els experiments tendeixen a centrar-se en corrents neutres que canvien de sabor en lloc de corrents carregades, perquè el corrent neutre feble (bosó Z) no canvia el sabor en el model estàndard a nivell d'arbre, mentre que els corrents carregats febles (bosons W±) ho poden fer. La nova física en els esdeveniments actuals carregats es veuria inundada per interaccions amb bosons W± més probables; la nova física en el corrent neutre no quedaria emmascarada per un gran efecte a causa de la física ordinària del model estàndard.